# اختبار ستروب الانفعالي
في علم النفس، تُستخدم مهمة ستروب الانفعالية بصفتها منهجًا لمعالجة المعلومات من أجل تقييم الانفعالات. مثل تأثير ستروب القياسي، يعمل اختبار ستروب الانفعالي عن طريق فحص زمن استجابة المشاركين لتسمية ألوان الكلمات المقدمة إليهم. بخلاف تأثير ستروب التقليدي، ترتبط الكلمات المقدمة إما بحالات أو اضطرابات انفعالية معينة، أو تكون محايدة (مثل، «ساعة يد»، «زجاجة»، «سماء»). على سبيل المثال، سيكون المشاركون المكتئبون أبطأ في التلفظ بلون الكلمات المحبطة (الكئيبة) أكثر من الكلمات غير المحبطة (الكئيبة). كما يُظهر المشاركون الأصحاء (غير السريريون) إبطاءً في تسمية لون كلمة انفعالية (مثل، «الحرب»، «السرطان»، «القتل») عن تسمية لون كلمة محايدة (مثل، «ساعة»، «رافعة»، «عاصف»). يمكن أن تُختار الكلمات السلبية المحددة لمهمة ستروب الانفعالية مقدمًا بواسطة الباحثين أو تأخذ من التجارب الحياتية للمشاركين الذين ينفذون المهمة. عادةً، عندما يُطلب من المشاركين تحديد لون الكلمات المقدمة إليهم، يكون زمن رد فعل المشاركين على الكلمات الانفعالية السلبية أبطأ من تحديد لون الكلمات المحايدة. ورغم أنه قد أُثبت (تبين) أن الأشخاص الذين يعانون من حالات مزاجية سلبية يميلون إلى أخذ زمن أطول للاستجابة عندما تقدم إليهم منبهات على صورة كلمات سلبية، فهذا ليس الحال دائمًا عندما يقدم إلى المشاركين كلمات إيجابية أو أكثر حيادية.
بينما تستخلص مهمة ستروب الانفعالية وتأثير ستروب الكلاسيكي نتائج سلوكية مماثلة (التباطؤ في زمن الاستجابة للكلمات الملونة)، فإن هذه الاختبارات تستخدم آليات مختلفة للتداخل. يخلق اختبار ستروب الكلاسيكي تضاربًا بين اللون والكلمة غير المتطابقين (كلمة "RED" (أحمر) بلون الخط (البنط) الأزرق) لكنّ اختبار ستروب الانفعالي يتضمن فقط كلمات انفعالية ومحايدة —لا يؤثر اللون على التباطؤ لأنه لا يتعارض مع معنى الكلمة. بمعنى آخر، تُظهر الدراسات نفس تأثيرات التباطؤ بالنسبة للكلمات الانفعالية مقارنة بالحيادية حتى لو كانت كل الكلمات سوداء. وبالتالي، لا ينطوي اختبار ستروب الانفعالي على تأثير تعارض بين معنى الكلمة ولون النص، بل يبدو أن جذب الانتباه وزمن الاستجابة البطيء هما نتيجة للصلة الانفعالية للكلمة بالنسبة للفرد. يتمتع كل من تأثير ستروب القياسي ومهمة ستروب الانفعالية بموثوقية عالية في إعادة إجراء الاختبار.
هناك تنويعات في مهمة ستروب الانفعالية؛ فقد لا يُطلب من المشاركين دائمًا تحديد لون الكلمة المقدمة لهم، وبدلاً من ذلك قد يُطلب منهم الاستجابة لمنبهات أخرى موجودة.

## التطبيقات السريرية (الإكلينيكية)
تنطوي كل من مهام ستروب الكلاسيكية والانفعالية على الحاجة إلى تثبيط الاستجابات للمعلومات المشتتة للكلمة، مع الحفاظ بشكل انتقائي على الانتباه إلى لون الكلمة لإنجاز المهمة. ومع ذلك، فقد استخدمت مهمة ستروب الانفعالية على نطاق واسع في الدراسات السريرية باستخدام كلمات انفعالية تتعلق بمجال اهتمام شخص معين، مثل الكلمات المتعلقة بالكحول لشخص مدمن على الكحول، أو كلمات تتضمن رهابًا معينًا لشخص مصاب باضطرابات القلق أو الرهاب. استخدمت مهمة ستروب الانفعالية لتقييم مخاطر الانتحار بين الطلاب الجامعيين. وجُربت فيما يتعلق بالمحاربين القدامى الذين يعانون من اضطراب ما بعد الصدمة؛ أولئك الذين يعانون من اضطراب ما بعد الصدمة لديهم زمن استجابة أبطأ للكلمات المتعلقة بالاضطراب من الكلمات المحايدة أو السلبية غير ذات الصلة عند مقارنتهم بالمحاربين القدامى بدون اضطراب ما بعد الصدمة.
استخدمت مهمة ستروب الانفعالية أيضًا لفحص المشاركين الذين يعانون من اضطراب التشوه الجسدي.

## الاختلافات في الجنس والعمر
أثبت أن هناك اختلافات في أداء مهمة ستوب الانفعالية عند المقارنة بين الجنسين و(عبر) الفئات العمرية. مع ذلك، فالنتائج التي تفحص هذه الاختلافات مختلطة. على سبيل المثال، في دراسة تفحص مدى اختلاف سرعة الاستجابات بين البالغين الأكبر سنًا والأصغر سناً في مهمة ستروب الانفعالية التي تحتوي على كلمات ووجوه كلاهما انفعاليّ، استغرق كلٌ من الأصغر والأكبر سنًا زمنًا أطول في الاستجابة للمنبهات عندما طلب منهم تحديد كلمات إيجابية مقترنة بوجوه سلبية. يشير هذا إلى أنه لا يوجد فرق بين البالغين الأكبر سنًا والأصغر سنًا. وجدت دراسات أخرى نتائج مختلفة، إذ تشير النتائج إلى تأثر البالغين الأكبر سناً بالكلمات السلبية في مهمة ستروب الانفعالية أكثر من البالغين الأصغر سناً. فيما يتعلق بالفروق الجنسانية بين الرجال والنساء، ثبت أن أداء الإناث أسوأ من الرجل عندما يتعلق الأمر بالاستجابة للكلمات العدوانية ولكن بشكل هامشي فقط.

## ملاحظة (اشعار) عن الجدال الدائر
يتطلب اختبار ستروب الانفعالي تسمية لون الكلمة دون قراءة الكلمة كما ورد سابقًا؛ ومع ذلك، اكتشف لارسن وبالوتا ثغرة في تصميم هذه الدراسة عام 2006. أظهرت هذه الدراسة أن تباطؤ التعرف على الكلمات لا يمكن أن يعزى فقط إلى ما إذا كانت الكلمة انفعالية أم لا، وأن الخصائص المعجمية قد تفسر هذا التباطؤ أيضًا. كانت كل الكلمات الانفعالية المستخدمة في الدراسات المنشورة التي قيمت أطول بشكل ملحوظ، وأقل تداولًا، ولها مشابهات هجائية أصغر من الكلمات الضابطة. وبالتالي يجب الأخذ في الاعتبار مساهمة الخصائص المعجمية في نتائج اختبار ستروب العاطفي عند استخدامها في البحث.
أيضًا، وجد ماثي وجوبين، عام 2010 أنه رغم أن التكافؤ الانفعالي للكلمة يؤثر على التعرف البصري، إلا أن مشابهها في الهجاء أيضًا عامل في سرعة المعالجة؛ واقترحوا مزيدًا من التحقيق في هذه النقطة. كان الاستنتاج الرئيسي للدراسة هو أن الكلمات ذات المشابه الهجائي السلبي المتداول على نطاق أوسع تُعُرِّف عليها بشكل أبطأ من الكلمات ذات المشابه المحايد. هذا مرة أخرى عاملٌ إضافي يجب التحكم فيه عند استخدام اختبار ستروب الانفعالي في البحث.